# Señor Frog's
Señor Frog's es una franquicia mexicana de restaurantes-bares y tiendas de temática en destinos turísticos de México, el Caribe, Sudamérica, el Tenerife y los Estados Unidos, fundada en 1971 en la ciudad de Mazatlán, Sinaloa, y con sede en la ciudad de Cancún, Quintana Roo. En México y el Caribe occidental, cerca del 75% de sus ingresos proceden de la venta de bebidas alcohólicas. Sin embargo, en Myrtle Beach, Carolina del Sur, Estados Unidos, los productos alimenticios supera a los licores por un ligero margen.
Señor Frog's es propiedad del Grupo Anderson's. Grupo Anderson's fue fundado en 1963 en Mazatlán, Sinaloa con la apertura del primer restaurante llamado El Shrimp Bucket. El grupo también posee la cadena Carlos'n Charlie's.

## Historia de Señor Frog's
Señor Frog's fue originalmente fundado en Mazatlán, Sinaloa, en 1971 por Jesús Humberto "Chuy" Juárez y Carlos Anderson. Su objetivo fue crear un ambiente gastronómico animado e informal que captara tanto a los locales como a los turistas. Al comienzo, era un simple restaurante con comida corrida, mesas comunitarias y camareros que disfrutaban bromear con los clientes, pero rápidamente se convirtió en uno de los favoritos en Mazatlán.

#### Sus Inicios
Después del éxito del primer restaurante de Carlos y Chuy llamado "El Shrimp Bucket" en 1963, deciden abrir otro restaurante ubicado en el sótano del elegante hotel Dorado en 1970. Originalmente llamado "Los Terribles Pelirrojos de París y Cacahuates", el restaurante era un lugar ruidoso frecuentado por muchos que les gustaba la fiesta. Sin embargo, el dueño del hotel Dorado finalmente les pidió que se buscaran otro local, debido a la ruidosa multitud de clientes por las noches.

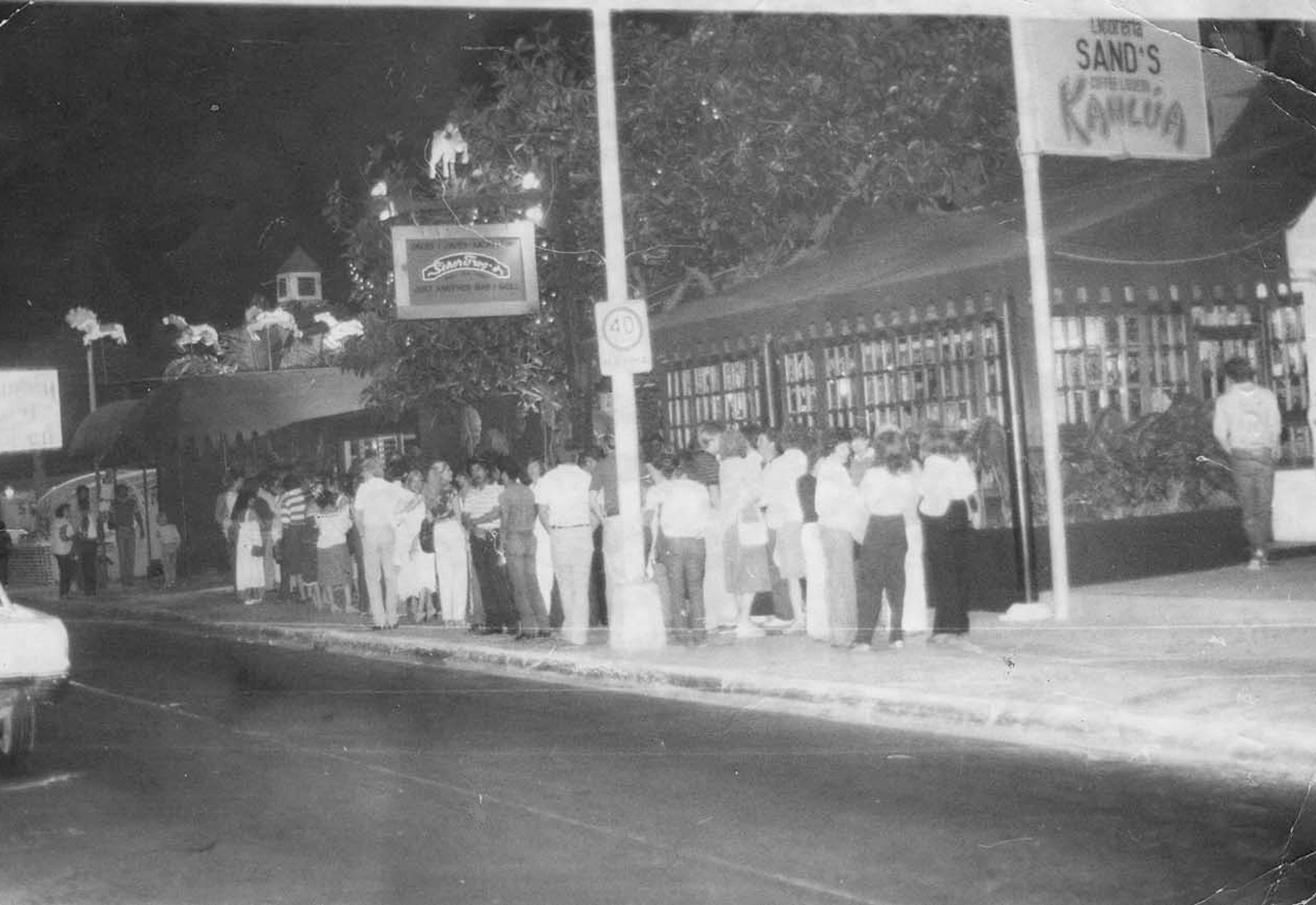
Original Señor Frogs en 1980

En 1971, se mudan al Hotel Sands Arenas, donde continúan con su concepto de comedor comunitario con comida corrida y jarras de cerveza. Ahora ya con el nombre de Señor Frog's, empiezan a vender bebidas embriagantes, y tienen así que ofrecer un menú "a la carta". Cambian a mesas y sillas normales y una sección de bar. También agregan equipo modular y bocinas y traen de casa discos de vinilo personales, para tocar música popular a alto volumen. Logran rápidamente una gran colección de música, y a menudo viajan a los Estados Unidos para comprar nueva música de rock y disco de moda, ya que en México todavía no estaban a la venta en ese entonces. A principios de la década de los años 1970, el concepto de restaurante-bar con música de DJ y ambiente animado era novedoso, y solo se encontraba en bares y discotecas, no en restaurantes.
Señor Frog's empieza como un lugar local favorito, pero a medida que su popularidad crece en la década de los años 1970 y principios de la década de los años 1980, se da rápidamente a conocer internacionalmente por el ambiente divertido y festivo, lo que fue innovador para la escena gastronómica de la época. En Señor Frog's no había ninguna formalidad y cuando se quebraba algo o se caía una charola, la gente aplaudía y reían, como parte del mismo ambiente.  La calidad de la comida había aumentado significativamente, con mariscos frescos como pescado, camarones, ostiones al horno y las famosas costillas BBQ con un sabor muy único. El dinamismo, la informalidad, el trato, la improvisación y el deseo de atender y servir, fueron piezas fundamentales en el inicio del primer restaurante en Mazatlán que conquistó e innovó la manera más divertida de servir, tratar y consentir a los invitados.

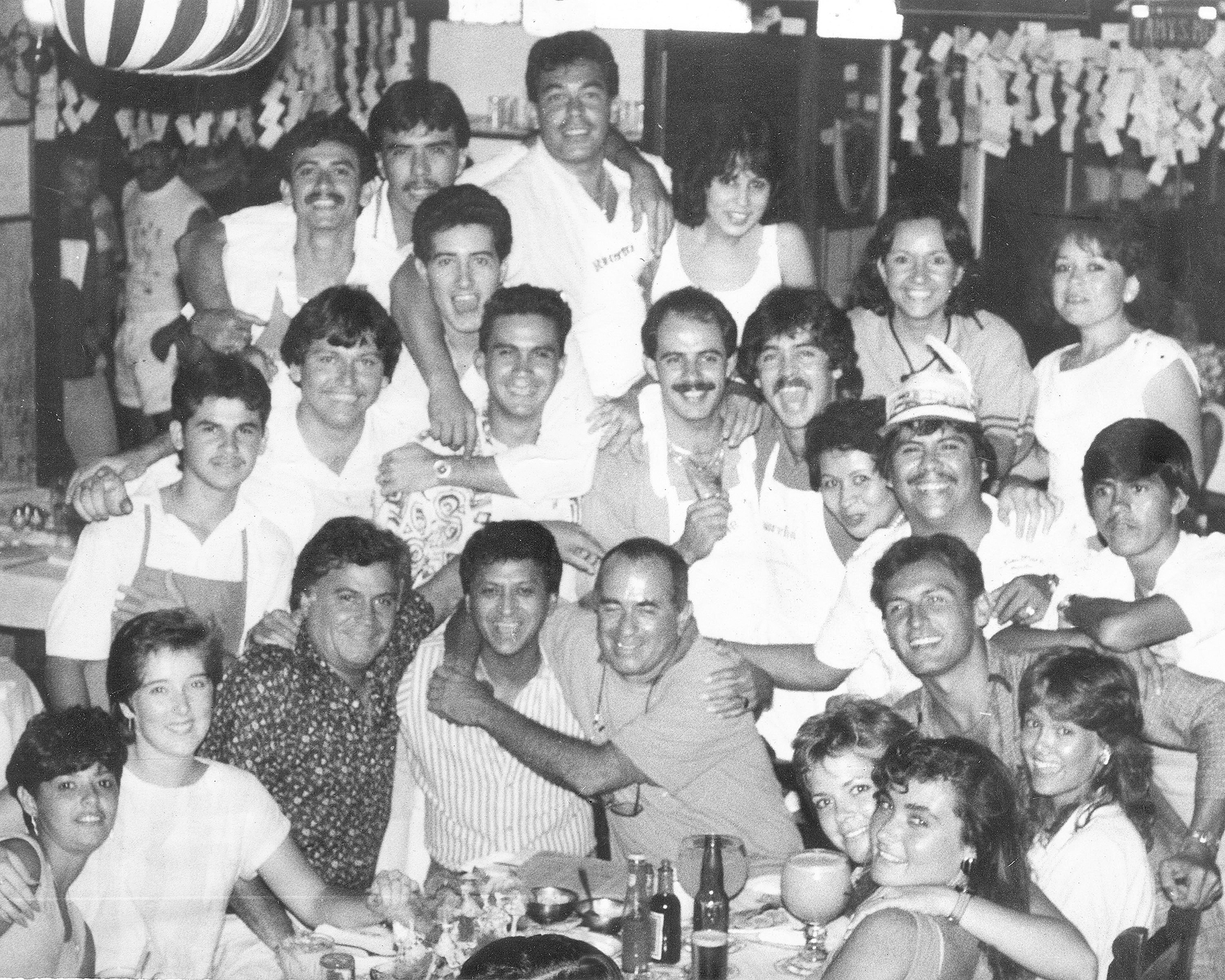
Chuy Juarez, Javier Juarez y Carlos Anderson con amigos y personal en 1984-85

En 1984, debido a su creciente popularidad, Señor Frog's se muda a un local más grande, que antes había sido un restaurante formal y anteriormente una mansión en el malecón de Mazatlán. El nuevo espacio encarna a la perfección el ambiente animado y festivo de la marca, con fotos enmarcadas en blanco y negro, una chimenea y escaleras donde la gente podía socializar y bailar donde sea. Muchas celebridades de la época visitaban cada vez que estaban en el puerto, convirtiéndola en un destino aún más popular. En ocasiones, las filas para ingresar eran tan largas que el personal tenía que hacer turnos y monitorear la cantidad de personas permitidas dentro, muy atentos a no perderse a ningún invitado famoso, asegurándose de que pudieran entrar y disfrutar de la fiesta.
El gran éxito de Señor Frog's llevó a Carlos Anderson y sus asociados a replicar el concepto en otros destinos populares de playa en México, como Puerto Vallarta, Jalisco, Cancún, Quintana Roo, y Cabo San Lucas, Baja California Sur, bajo diferentes nombres como Carlos n Charlie's, Carlos O' Brians y El Squid Roe. En la década de los años 1990, Señor Frog's se expandió a Tijuana, Baja California y Monterrey, Nuevo León, donde fue operado por ex Mazatlecos que le dieron a la marca su característica hospitalidad.
En 1989, abre Señor Frog's en Cancún, Quintana Roo, y se convierte instantáneamente en un destino vacacional muy popular. La ubicación, construida sobre una laguna, presenta una versión modernizada de la marca, atendiendo a los turistas con luces de colores neón, fiestas animadas con música a todo volumen, un escenario donde meseros e invitados realizan bailes sincronizados. Introducen también al MC de habla inglesa, quien organiza juegos y hasta incluso te lanzaba por un tobogán hacia la laguna, si te dejabas.

#### Hasta el infinito y más allá
Hoy, Señor Frog's se ha convertido en una cadena de restaurantes, bares y tienda de ropa bien establecidas con ubicaciones en todo México, el Caribe y los Estados Unidos, y además también cuenta con algunas ubicaciones en España. A pesar de su modernización, el restaurante sigue apostando por crear un ambiente divertido y festivo, que es el corazón de la marca.

## Locales
Actualmente, la franquicia cuenta con locales en las siguientes ciudades:
- Cabo San Lucas, Baja California Sur, México
- Cancún, Quintana Roo, México
- Costa Maya, Quintana Roo, México
- Cozumel, Quintana Roo, México
- Freeport, Bahamas
- Las Vegas, Nevada, Estados Unidos cerrado
- Nasáu, Bahamas
- Myrtle Beach, Carolina del Sur, Estados Unidos
- Orlando, Florida, Estados Unidos
- Miami Beach, Florida, Estados Unidos
- Playa del Carmen, Quintana Roo, México
- San Juan, Puerto Rico
- Puerto Vallarta, Jalisco, México
- Tenerife, Islas Canarias, España
- Isla Mujeres, Quintana Roo, México

Fuente: